# Meioneta collina
Meioneta collina là một loài nhện trong họ Linyphiidae.
Loài này thuộc chi Meioneta. Meioneta collina được Alfred Frank Millidge miêu tả năm 1991.